# Žigalovo
Žigalovo (in russo Жигалово?) è un insediamento di tipo urbano della Russia, situato sul fiume Lena, capoluogo dell'omonimo rajon.

## Geografia fisica

### Clima
Il clima, come in tutta la zona, è continentale.
| Mese                | Mesi | Mesi | Mesi | Mesi | Mesi | Mesi | Mesi | Mesi | Mesi | Mesi | Mesi | Mesi | Stagioni | Stagioni | Stagioni | Stagioni | Anno  |
| Mese                | Gen  | Feb  | Mar  | Apr  | Mag  | Giu  | Lug  | Ago  | Set  | Ott  | Nov  | Dic  | Inv      | Pri      | Est      | Aut      | Anno  |
| ------------------- | ---- | ---- | ---- | ---- | ---- | ---- | ---- | ---- | ---- | ---- | ---- | ---- | -------- | -------- | -------- | -------- | ----- |
| T. max. media (°C)  | −22  | −16  | −3   | 7    | 16   | 23   | 25   | 22   | 14   | 4    | −10  | −19  | −19      | 6,7      | 23,3     | 2,7      | 3,4   |
| T. media (°C)       | −28  | −25  | −13  | −1   | 7    | 15   | 17   | 14   | 6    | −2   | −15  | −25  | −26      | −2,3     | 15,3     | −3,7     | −4,2  |
| T. min. media (°C)  | −34  | −32  | −23  | −8   | −1   | 6    | 10   | 8    | 1    | −7   | −21  | −30  | −32      | −10,7    | 8        | −9       | −10,9 |
| Precipitazioni (mm) | 14   | 9    | 7    | 11   | 24   | 53   | 78   | 74   | 37   | 17   | 17   | 18   | 41       | 42       | 205      | 71       | 359   |

Fonti: Thermo.karelia.ru, World Climate